# 베트남-오스트레일리아 관계
베트남과 오스트레일리아 간에는 외교 관계가 존재한다. 베트남은 캔버라에 대사관을 두고 있으며, 오스트레일리아는 하노이에 대사관과 호찌민시에 영사관을 운영하고 있다.

## 역사

### 베트남 전쟁 이후
오스트레일리아는 베트남 전쟁에 미국이 주도한 개입의 일환으로 참여하여 남베트남을 지원하고 북베트남에 맞섰다. 오스트레일리아는 약 5만 명의 군인을 베트남에 파병했으며, 그중 520명이 전사했다. 이 전쟁은 오스트레일리아 사회에 깊은 영향을 미쳤다.

## 현대
냉전 종식과 베트남의 외교 관계 정상화 이후, 오스트레일리아는 베트남과의 관계를 빠르게 강화했다. 베트남은 현재 세계에서 가장 빠르게 성장하는 경제국 중 하나이며, 오스트레일리아의 전략적 파트너로서 CPTPP 회원국이자 많은 오스트레일리아인들이 방문하는 인기 있는 여행지이다. 이들 중에는 베트남 전쟁 참전 용사들도 다수 포함되어 있다.
2001년부터 2011년까지 총서기를 역임한 농득마인은 2009년 오스트레일리아를 방문하여 양국 관계를 "포괄적 동반자 관계"로 격상시켰다. 이후 2018년에는 외교 관계 수립 45주년을 기념하여 "전략적 동반자 관계"로 한 단계 더 격상되었다.